# Cilavegna
Cilavegna é uma comuna italiana da região da Lombardia, província de Pavia, com cerca de 4.927 habitantes. Estende-se por uma área de 17 km², tendo uma densidade populacional de 290 hab/km². Faz fronteira com Albonese, Borgolavezzaro (NO), Gravellona Lomellina, Parona, Tornaco (NO), Vigevano.

## Demografia
| Variação demográfica do município entre 1861 e 2011                               |
|                                                                                   |
| Fonte: Istituto Nazionale di Statistica (ISTAT) - Elaboração gráfica da Wikipedia |